# Pech & Schwefel (Lied)
Pech & Schwefel ist ein Lied des deutschen Rappers Finch und des deutschen Schlagersänger Matthias Reim aus dem Jahr 2023.

## Entstehung und Artwork
Geschrieben wurde das Lied von den beiden Interpreten Matthias Reim und Nils Wehowsky (Finch) sowie den Koautoren Daniel Großmann, Matthias Mania und Karolina Schrader. Die Autoren Großmann und Mania waren zudem, als Produzentenduo Dasmo & Mania Music, für die Abmischung und Produktion zuständig. Das Mastering erfolgte durch HP Mastering Hamburg, unter der Leitung von Studiobetreiber Hans-Philipp Graf.
Auf dem Frontcover der Single sind – neben Künstlernamen und Liedtitel – Finch und Matthias Reim, auf einem Motorradgespann von Mash, zu sehen. Es zeigt Finch, der seinen linken Arm auf die Schulter von Reim gelegt hat, auf dem Beiwagen und Reim auf dem Motorrad. Das Bild entstand bei den Aufnahmen zum dazugehörigen Musikvideo.

## Veröffentlichung und Promotion
Die Erstveröffentlichung von Pech & Schwefel erfolgte als Single am 23. Februar 2023. Diese erschien als Einzeltrack zum Download und Streaming durch das Musiklabel Walk This Way Records, einem Sublabel von Warner Music. Den Vertrieb tätigte Universal Music, verlegt wurde das Lied durch Edition Laky. Am 20. April 2023 erschien das Lied als Teil von Finchs viertem Studioalbum Dorfdisko zwei, dessen siebte Singleauskopplung es ist. Im Folgejahr erschien es zudem am 26. April 2024 als Teil von Reims 20. Studioalbum Zeppelin, dessen erste Singleauskopplung es darstellt.
Erste Spekulationen um eine Zusammenarbeit entstanden, als Finch am 17. Februar 2023 ein vier Jahre altes Video hochlud, in dem er auf einem Konzert mit seinen Fans Verdammt, ich lieb’ Dich singt. Einen Tag später lud er ein gemeinsames Bild von sich und Matthias Reim hoch. Reim sang das Lied während seiner 2023er-Tournee zusammen mit seinem Sohn Julian Reim. Eine Version davon erschien zunächst als digitaler Promo-Tonträger am 9. Juni 2023 sowie später als Teil von Reims Livealbum Die Höhepunkte der Arena-Konzerte – Live! am 14. Juli 2023.

## Hintergrund
Finch gab gegenüber der Bild-Zeitung an, dass Pech & Schwefel das Ergebnis einer lang herbeigesehnten Kollaboration sei. Er sei „jahrelanger Matze-Fan“, daher habe er auf seiner ersten Tour immer Verdammt, ich lieb’ Dich gesungen. Ein Jahr später habe er ihn vergeblich für einen Titel gewinnen wollen. Doch dann habe das Telefon bei seinem Manager geklingelt und Reim sei dran gewesen. Anfangs hielten sie es für einen Scherz und würgten ihn ab, beim zweiten Anruf hätten sie aber gemerkt, das es echt sei.
Reim berichtete, das sich Finch spontan zu sich aufgemacht habe, um ihn in seinem Tonstudio am Bodensee zu besuchen. Sie hätten musikalisch total harmoniert, auch wenn sie über 30 Jahre auseinander seien und eigentlich ganz andere Musik machen würden. Finch der „coole Rapper“ und „Teenie-Idol“, er der alte „Schlager-Rocker“ – das habe einfach gut gepasst.

## Inhalt
| „Wir sind zwei wie Pech und Schwefel. Zwei wie Rock ‘n’ Roll. Das passt wie Arsch auf Eimer, hunderttausend Volt. Einfach unzertrennlich – und immer gradeaus. Zwei wie Pech und Schwefel, hält niemand auf.“ – Refrain, Originalauszug | Der Liedtext zu Pech & Schwefel ist in deutscher Sprache verfasst. Die Musik und der Text wurden gemeinsam von Finch, Daniel Großmann, Matthias Mania, Matthias Reim und Karolina Schrader geschrieben beziehungsweise komponiert. Musikalisch bewegt sich das Lied in den Bereichen der Popmusik und des Raps, stilistisch in den Bereichen des Deutschraps und Schlagers. Das Tempo beträgt 140 Schläge pro Minute. Die Tonart ist G-Dur. Inhaltlich besingen die beiden Interpreten ihre Freundschaft. Aufgebaut ist das Lied aus einem Intro, zwei Strophen, einem Refrain, einer Bridge und einem Outro. Das Lied beginnt zunächst mit dem Intro, das lediglich aus der, von Reim gesungen, Zeile „Zwei wie Pech und Schwefel“ besteht. Daran schließt sich die erste Strophe an, die als Achtzeiler geschrieben wurde. Die ersten vier Zeilen werden dabei von Finch gerappt, die letzten vier von Reim gesungen. Hierunter vergleichen die beiden ihre Freundschaft unter anderem mit Bud Spencer und Terence Hill („Bud Spencer, Terence Hill, ein unschlagbares Team“). Auf die erste Strophe folgt erstmals der von Reim gesungene Refrain. Der gleiche Aufbau wiederholt sich mit der zweiten Strophe, die allerdings aus neun Zeilen besteht. In der zweiten Strophe findet sich eine Hommage auf den Schlager Marmor, Stein und Eisen bricht wieder. Nach dem zweiten Refrain erfolgt als Zwischenstück eine vierzeilige Bridge, die abwechselnd von Finch und Reim interpretiert wird. An die Bridge schließt sich zum dritten Mal der Refrain an, ehe das Lied mit dem Outro endet. Dieses besteht aus einer Wiederholung der letzten vier Zeilen des Refrain und wird von Reim gesungen. |

## Musikvideo
Das Musikvideo zu Pech & Schwefel feierte seine Premiere am 24. Februar 2023 auf YouTube. Dieses wurde zu Hause bei Reim in Stockach gedreht und lässt sich in zwei Abschnitte unterteilen. Zum einen zeigt es die beiden während den Studioarbeiten und Aufnahmen, zum anderen sieht man die beiden auf einem Motorradgespann von Mash sitzend und das Lied singen. Die Gesamtlänge des Videos beträgt 3:12 Minuten. Regie führte, wie bei diversen Finch-Videos zuvor, erneut der Berliner Filmemacher und Fotograf Einfach Ole. Bis August 2025 zählte das Musikvideo über 5,5 Millionen Aufrufe bei YouTube.

## Mitwirkende
| Liedproduktion - Hans-Philipp Graf: Mastering - Daniel Großmann: Abmischung, Komponist, Liedtexter, Musikproduzent - Matthias Mania: Abmischung, Komponist, Liedtexter, Musikproduzent - Matthias Reim: Gesang, Komponist, Liedtexter - Karolina Schrader: Komponist, Liedtexter - Nils Wehowsky: Komponist, Liedtexter, Rap | Unternehmen - Edition Laky: Verlag - HP Mastering Hamburg: Tonstudio - Universal Music: Vertrieb - Walk This Way Records: Musiklabel Musikvideo - Einfach Ole: Regisseur |

## Rezeption

### Rezensionen
Das deutschsprachige Online-Magazin laut.de beschrieb Pech & Schwefel als einen „echten Kumpel-Song“, dessen Text die gegenseitige Zuneigung unschwer erkennen ließe.
Alina Amin von Hiphop.de nannte Pech & Schwefel eine Fusion aus Rap und Schlager eines generationenübergreifenden Duos.

### Charts und Chartplatzierungen
Pech & Schwefel stieg am 3. März 2023 auf Rang 62 der deutschen Singlecharts ein und konnte sich eine Woche in den Top 100 platzieren. Darüber hinaus erreichte das Lied Rang elf der deutschen Downloadcharts.
Für Finch als Autor und Interpret ist Pech & Schwefel je der 18. Charterfolg in Deutschland. Reim erreichte als Interpret hiermit zum 25. Mal die deutschen Singlecharts, erstmals wieder nach viereinhalb Jahren. Letztmals platzierte er sich im Oktober 2018 mit der Single Nicht verdient. In seiner Autorentätigkeit avancierte Pech & Schwefel zu seinem 22. Charthit.